# Lapda
Lapda (łac. Diocesis Lapdensis) – stolica historycznej diecezji w Cesarstwie rzymskim w prowincji Afryka Prokonsularna, sufragania metropolii Kartagina. Współcześnie w Tunezji. Obecnie katolickie biskupstwo tytularne.

## Biskupi tytularni
| Lp. | Biskup                     | Funkcja                               | Od               | Do                |
| --- | -------------------------- | ------------------------------------- | ---------------- | ----------------- |
| 1   | Joseph-Aurèle Plourde      | biskup pomocniczy Alexandrii (Kanada) | 30 lipca 1964    | 2 stycznia 1967   |
| 2   | Sabin Saint-Gaudens        | biskup pomocniczy Tuluzy (Francja)    | 27 lutego 1967   | 13 marca 1976     |
| 3   | Maximilian Ziegelbauer     | biskup pomocniczy Augsburga (Niemcy)  | 2 sierpnia 1983  | 21 listopada 2016 |
| 4   | José Mauricio Vélez García | biskup pomocniczy Medellín (Kolumbia) | 17 stycznia 2017 |                   |